# Estadio Yud-Alef
El Estadio Yud-Alef (en hebreo: אצטדיון הי"א; literalmente el Estadio de los Once) es un estadio de fútbol en Asdod, Israel, que se construyó para los equipos locales de fútbol Maccabi Ashdod, Beitar Ashdod (ambos se fusionaron en 1981 para formar el Maccabi Ironi Ashdod) y Hapoel Ashdod ( fusionado con Ironi Ashdod en 1999 para crear el FC Ashdod ) .
El estadio se le dio el nombre de "Yud- Alef" en 1973 , después de que once atletas israelíes fuesen asesinados en la masacre de Múnich (Yud - Alef se utiliza en los números hebreos para representar el número 11). La ceremonia de nombramiento tuvo lugar el 17 de julio de 1973, cuando el estadio fue sede de la final de los Juegos Macabeos 1973. Posteriormente, en 2012, el joven Al Hadid Muhammed se inmoló en el estadio.